# Heartbreak on a Full Moon
 (septembre 2018).
Si vous disposez d'ouvrages ou d'articles de référence ou si vous connaissez des sites web de qualité traitant du thème abordé ici, merci de compléter l'article en donnant les références utiles à sa vérifiabilité et en les liant à la section « Notes et références ».
Singles
1. Grass Ain't Greener
Sortie : 3 mai 2016
2. Party
Sortie : 16 décembre 2016
3. Privacy
Sortie : 4 janvier 2017

HeartBreak on a Full Moon  est le huitième  album du chanteur américain Chris Brown sorti en deux disque le 31 octobre 2017 sur le label RCA Records. 
L'album est certifié disque d'or puis platine quelques mois après sa sortie.

## Liste des titres
| 1.     | Lost & Found                                                                    | 4:01 |
| 2.     | Privacy                                                                         | 3:40 |
| 3.     | Juicy Booty (featuring Jhené Aiko & R.Kelly)                                    | 4:33 |
| 4.     | Questions                                                                       | 2:09 |
| 5.     | Heartbreak on a Full Moon                                                       | 4:06 |
| 6.     | Roses                                                                           | 3:24 |
| 7.     | Confidence                                                                      | 2:57 |
| 8.     | Rock Your Body                                                                  | 2:42 |
| 9.     | Tempo                                                                           | 3:38 |
| 10.    | Handle It (featuring Dej Loaf & Lil Yachty)                                     | 4:41 |
| 11.    | Sip                                                                             | 3:17 |
| 12.    | Everybody Knows                                                                 | 3:08 |
| 13.    | To My Bed                                                                       | 4:33 |
| 14.    | Hope You Do                                                                     | 4:41 |
| 15.    | This Ain't                                                                      | 2:58 |
| 16.    | Pull Up                                                                         | 2:22 |
| 17.    | Party (featuring Gucci Mane & Usher )                                           | 3:40 |
| 18.    | Sensei (featuring A1)                                                           | 2:36 |
| 19.    | Summer Breeze                                                                   | 4:00 |
| 20.    | No Exit                                                                         | 3:20 |
| 21.    | Pills & Automobiles (featuring Yo Gotti , A Boogie wit da Hoodie & Kodak Black) | 4:52 |
| 22.    | Hurt the Same                                                                   | 3:25 |
| 23.    | I Love Her                                                                      | 2:18 |
| 24.    | You Like                                                                        | 2:26 |
| 25.    | Nowhere                                                                         | 3:13 |
| 26.    | Otha Niggas                                                                     | 2:59 |
| 27.    | Tough Love                                                                      | 4:04 |
| 28.    | Paradise                                                                        | 3:49 |
| 29.    | Covered in You                                                                  | 3:22 |
| 30.    | Even                                                                            | 3:59 |
| 31.    | High End (featuring Future & Young Thug )                                       | 3:22 |
| 32.    | On Me                                                                           | 2:32 |
| 33.    | Tell Me What to Do                                                              | 3:26 |
| 34.    | Frustrated                                                                      | 3:14 |
| 35.    | Enemy                                                                           | 3:46 |
| 36.    | If You're Down                                                                  | 3:21 |
| 37.    | Bite My Tongue                                                                  | 2:58 |
| 38.    | Run Away                                                                        | 4:10 |
| 39.    | This Way                                                                        | 4:02 |
| 40.    | Yellow Tape                                                                     | 4:41 |
| 41.    | Reddi Wip                                                                       | 4:28 |
| 42.    | Hangover                                                                        | 2:46 |
| 43.    | Emotions                                                                        | 2:22 |
| 44.    | Only 4 Me (featuring Ty Dolla Sign & [[Verse Simmonds]] )                       | 5:07 |
| 45.    | Grass Ain't Greener                                                             | 3:21 |
| 46.    | Don't Slow Me Down                                                              | 2:32 |
| 47.    | On Purpose (featuring Agnez Mo )                                                | 2:47 |
| 48.    | Hands Up                                                                        | 2:27 |
| 49.    | Same Shit                                                                       | 4:09 |
| 50.    | Trust Me                                                                        | 3:26 |
| 51.    | Let Shit Go                                                                     | 2:56 |
| 52.    | I Wanna                                                                         |      |
| 54.    | Water                                                                           | 4:07 |
| 55.    | Yoppa (featuring Trippie Redd)                                                  | 3:03 |
| 56.    | Get Off                                                                         | 3:16 |
| 57.    | This X-Mas (featuring Ella Mai)                                                 | 4:09 |
| 58.    | Secret (featuring Solo Lucci)                                                   | 3:55 |
| 158:33 |                                                                                 |      |

## Certifications
| Pays                    | Certification | Unités certifiées |
| ----------------------- | ------------- | ----------------- |
| Australie (ARIA)        | Or            | 35 000            |
| Canada (Music Canada)   | Platine       | 80 000            |
| États-Unis (RIAA)       | 2 × Platine   | 2 000 000         |
| Nouvelle-Zélande (RMNZ) | Platine       | 15 000            |
| Royaume-Uni (BPI)       | Or            | 100 000           |